# Operacja Detroit
Operacja Detroit (ang. Mission Detroit) – desant szybowcowy dokonany przez elementy amerykańskiej 82 Dywizji Powietrznodesantowej w nocy z 5 na 6 czerwca 1944 r. w czasie lądowania w Normandii podczas II wojny światowej. Początkowo miał to być główny atak 82 Dywizji Powietrznodesantowej w dniu inwazji, a operacja szybowcowa stała się misją dodatkową, wspierającą główny desant spadochronowy o kryptonimie operacja Boston. Strefa lądowania dla operacji Detroit znajdowała się w pobliżu Sainte-Mère-Église, na zachód od plaży Utah.
Celem dywizji było zabezpieczenie miasta Sainte-Mère-Église i przejęcie mostów wzdłuż rzeki Merderet. W ten sposób amerykańska 4 Dywizja Piechoty lądująca na plaży Utah miałaby łatwy dostęp na północ w kierunku portu w Cherbourgu.
W ramach operacji Detroit desantowano baterie A i B 80. batalionu artylerii przeciwlotniczej, elementy kwatery głównej dywizji, elementy artylerii dywizyjnej oraz elementy 82. bataliony sygnałowego. W tym samym czasie ciężkie elementy dywizji (w tym artyleria przeciwpancerna) wylądowały w szybowcach w ramach oddzielnej operacji Elmira.

## Tabela lotów – operacja Detroit
| Rzut | Desantowane jednostki                                                                                  | Jednostki transportowe          | Liczba użytych C-47 | Baza lotnicza | Strefa desantu | Czas desantu |
| 28.  | baterie A i B, 80. bat. plot., elementy kwatery gł. dyw., elementy. art. dyw., elementy 82. bat. sygn. | 437 Grupa Transportu Lotniczego | 52                  | RAF Ramsbury  | O              | 4:07         |